# Südtiroler Literatur
Der Begriff Südtiroler Literatur bezeichnet Literatur aus Südtirol, die von Südtiroler Autoren in den drei Landessprachen Deutsch, Italienisch und Ladinisch verfasst wird. Je nach Sprache ist Südtiroler Literatur ein Teilbereich der österreichischen bzw. deutschen Literatur oder der italienischen Literatur. In der Regel geschieht die Betrachtung deutscher, italienischer und ladinischer Werke und Autoren getrennt voneinander. Das Ideal der Mehrsprachigkeit und Interkulturalität greift in der Praxis nur bedingt.

## Deutschsprachige Literatur in Südtirol

### Mittelalter bis Erster Weltkrieg
Für zahlreiche Dichter des Hochmittelalters wurde eine mögliche Herkunft aus dem heutigen Südtirol vorgeschlagen. So identifiziert etwa Friedrich Heinrich von der Hagen den Minnesänger Hawart mit einem gleichnamigen Ritter aus Antholz; mittlerweile wurde diese Deutung aber in Frage gestellt. Lange wurde auch die Möglichkeit diskutiert, dass Walther von der Vogelweide aus Lajen stammen könnte. Dies gilt in der heutigen Forschung als sehr unwahrscheinlich. Dasselbe trifft auf Leuthold von Seven zu, dessen Herkunftsort nicht wie lange gemutmaßt Säben, sondern Safenau in Kärnten sein dürfte. Auch die Heimat von Walther von Metze und Rubin wurde ebenfalls oft in Südtirol lokalisiert, bleibt letztlich aber unbeweisbar.
Sehr wahrscheinlich ist hingegen, dass der Spruchdichter Friedrich von Sonnenburg von der Sonnenburg in St. Lorenzen bei Bruneck stammt. Sicher belegt ist die Südtiroler Herkunft Oswalds von Wolkenstein, eines der wichtigsten deutschsprachigen Autoren des Spätmittelalters. Er wurde auf Burg Schöneck bei Issing geboren und wirkte sein Leben lang in Südtirol. Oswald stammte aus dem Tiroler Adelsgeschlecht derer von Wolkenstein-Rodenegg.
Von großer Bedeutung für den gesamten deutschsprachigen Raum war das frühneuzeitliche moralphilosophische Werk Pluemen der Tugent (1411) des Bozner Amtmannes Hans Vintler, das auf Tommaso Gozzadinis Fiore di virtù (um 1230) basiert. Beachtlich sind auch die Übersetzungsleistungen des Brixner Bischofs Ulrich Putsch aus der 1. Hälfte des 15. Jahrhunderts.
Eine wichtige Figur war auch der Sterzinger Vigil Raber, welcher sich um die Erhaltung und Fortführung der Tradition des Fastnachts- und Emmausspiels bemühte. Neben seiner Tätigkeit als Maler tat er sich vor allem als Sammler, Verleger, Dramaturg und Bearbeiter von Bühnenwerken hervor.
Zwischen Mittelalter und 19. Jahrhundert tauchen nur sporadisch literarische Zeugnisse aus Südtirol auf. Die Barockdichtung wird beispielsweise durch den Theaterautor Adam Purwalder und den Lyriker Michael Winnebacher vertreten. Für das 18. Jahrhundert sind der Dramatiker und Impresario Johannes Ulrich von Federspill und das von Johann Herbst verfasste Laaser Spiel vom eigenen Gericht, das den Jedermann-Stoff behandelt, zu nennen. Weitgehend vergessen sind auch die Theaterstücke und Epen Franz von Unterrichters.
Etwas lebendiger präsentiert sich die Südtiroler Literaturlandschaft des 19. Jahrhunderts. War Joseph Richters Frühwerk noch durch die deutsche Romantik geprägt, so wurde er später stark vom Jungen Deutschland beeinflusst. Der Theologe Beda Weber, der vor allem durch Beschreibungen der Südtiroler Kultur und Gesellschaft Bekanntheit erlangte, steht laut Ferruccio Delle Cave am Anfang einer „bis heute wirksame[n] Reihe von Landschaft- und Kulturtopographien Südtirols“. Auch der Orientalist Jakob Philipp Fallmerayer sorgte durch seine stilsicheren historischen und journalistischen Werke für neue Impulse, die sich auf die weitere Entwicklung der Südtiroler Literatur auswirkten.
Gegen Ende des 19. Jahrhunderts zeichnet sich in der zunehmend patriotisch gefärbten Tiroler Literatur eine Spaltung zwischen Alttirolern und Jungtirolern ab; diese Tendenz ist auch in Südtirol erkennbar. Die Alttiroler, z. B. Carl Domanig, Josef Seeber, Ferdinand von Scala und Bruder Willram, propagieren die Werte der christlichen Heimat, während die Jungtiroler wie etwa Arthur von Wallpach und der frühe Carl Dallago auf das allgemeine Deutschtum und die deutsche Nation setzten. Der Bozner Hans von Hoffensthal, dessen Werke sich durch impressionistische Situationsschilderungen und eine psychologische Figurenkonzeption auszeichnen, steht außerhalb dieser Strömungen. Hans-Georg Grüning bezeichnet ihn als „zarteres wenn auch resignierendes Gegenbild“ zu Alt- und Jungtirolern.

### Von 1919 bis zu den 1960er-Jahren

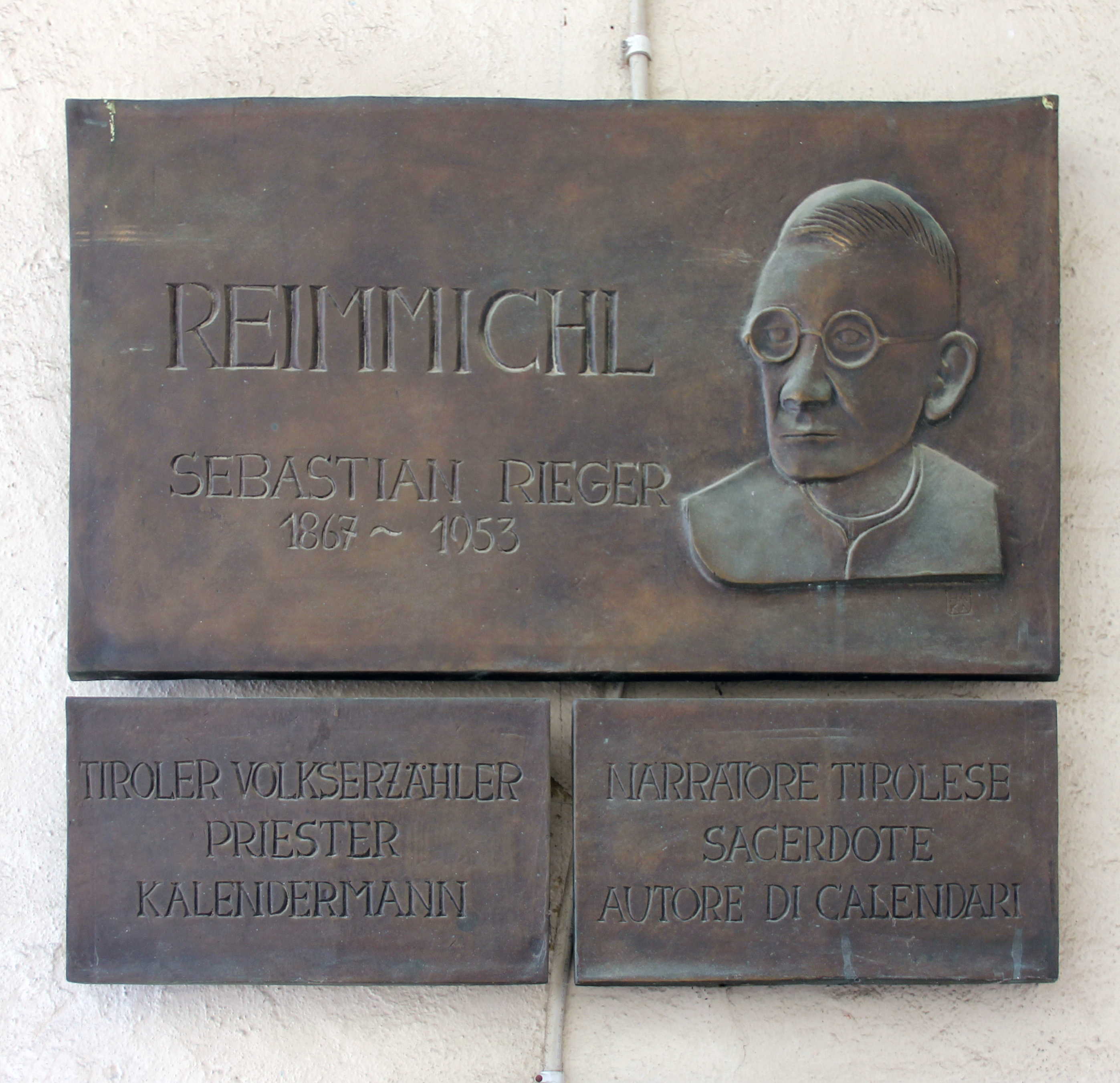
Gedenktafel für den katholischen Priester und Dichter Reimmichl in Brixen.

Gerhard Riedmann zufolge sei die Südtiroler Literatur von 1919 bis 1967 von der Kritik meist als „Heimat- und Gebrauchsliteratur mit volkspädagogischer Zielrichtung“ verstanden worden. Nachdem Südtirol infolge des Ersten Weltkriegs Italien angegliedert wurde, entwickelte sich die Südtiroler Literatur zunehmend in eine neue Richtung, die nicht mehr unmittelbar mit dem österreichischen Tiroler Literaturraum korrespondiert. Die Untersuchung des gesellschaftlichen Zusammenlebens von Deutschen und Italienern entwickelt sich bereits in dieser Zeit zu einem Thema, das die Südtiroler Literatur bis heute mitbestimmt. Albert von Trentini reflektiert etwa in seinem Roman Deutsche Braut (1921) die neue Diskrepanz zwischen Österreich und Italien, die er in einer interethnischen Liebesgeschichte verhandelt. Bezeichnenderweise kommt es schließlich zum politisch motivierten Bruch zwischen den Liebenden.
Nicht zuletzt durch die voranschreitende Italianisierung Südtirols im Faschismus und den daraus drohenden Identitätsverlust tendiert die Literatur der 1920er-Jahre zu Heimatidyllen und zur Idealisierung der eigenen Vergangenheit. Tradition und Volkstum wurden zu zentralen künstlerischen Themen. Vielfach spielen diese Werke im bäuerlichen Milieu, sie sind antimodern bzw. antiindustriell geprägt und setzen Motive und Anliegen der deutschen Heimatkunstbewegung fort, ohne direkt aus ihr hervorzugehen. Als bedeutendster Exponent dieser Richtung gilt der Romancier Joseph Georg Oberkofler. Erwähnenswert ist auch Maria Veronika Rubatschers religiös geprägtes Werk, welches das Schicksal Südtirols in einen heilsgeschichtlichen Kontext stellt und die faschistische Besetzung als Probe Gottes auffasst.
In den 1930er-Jahren nähert sich diese Heimatliteratur der völkischen Blut-und-Boden-Ideologie an. Riedmann erkennt etwa in Oberkoflers Roman Bannwald (1939), der u. a. die Frage nach dem ‚Lebensraum‘ verhandelt, deutliche völkische Tendenzen. Auch die Werke Luis Trenkers und Anton Bossi Fedrigottis greifen diese Themen ebenso auf wie eine Nähe zu faschistischen Ideologien. Seit 1920 erscheint außerdem der erfolgreichste Südtiroler Almanach, Reimmichl’s Volkskalender (bis 1924 Tiroler Kalender), der vom lange in Südtirol tätigen Priester und Volksdichter Sebastian Rieger alias Reimmichl herausgegeben wurde. Die konservativ-klerikale Ausrichtung des Kalenders deckte sich zeitweise mit der Blut-und-Boden-Ideologie. Noch deutlicher wird die Nähe zum Nationalsozialismus beim Meraner Josef Wenter. Er wurde vor allem durch seine Tierromane und -erzählungen bekannt, in welchen er faschistische Ansichten chiffriert. Laut Hans-Georg Grüning sei fast keiner der Südtiroler Schriftsteller der Zwischenkriegszeit im Bezug auf den Nationalsozialismus makellos geblieben.
Die Option von 1939, im Zuge derer sich die Südtiroler Bevölkerung für die Emigration ins Deutsche Reich oder den Verbleib in der nunmehr italienischen Heimat entscheiden musste, schlug sich auch in der Literatur nieder. Hubert Mumelters Erzählung „Das große Opfer“ (aus der Sammlung Das Reich im Herzen, 1941) handelt von der Unentschlossenheit eines Bauern, der sich schließlich für eine neue Zukunft im Deutschen Reich entscheidet. Später wird sich auch Joseph Zoderer in Wir gingen/Ce n’andammo (2005) mit den Erlebnissen seiner Familie in der Zeit der Option auseinandersetzen.
Anders als im restlichen deutschsprachigen Raum bedeutet das Kriegsende 1945 keine nennenswerte künstlerische Umorientierung. Riedmann sieht die Südtiroler Nachkriegsliteratur bis in die 1960er-Jahre als „affirmative Heimatliteratur“, welche Motive und Themen der Zwischenkriegszeit fortsetzt. Dies trifft beispielsweise auf das Romanwerk Otto Guems zu. Auch Johann Holzner bewertet das Kriegsende nicht als groben Einschnitt in der Entwicklung der Südtiroler Literatur, sondern als kurze Unterbrechung, nach welcher Autoren wie Oberkofler, Wenter und Bossi-Fedrigotti rehabilitiert wurden.
Dennoch gibt es bereits bald nach dem Krieg auch erste Tendenzen zur Annäherung zwischen den Sprachgruppen. So entwickelt zum Beispiel Hubert Mumelter, der sich in der Zwischenkriegszeit noch deutschnational präsentierte, in seinem Schaffen nach 1945 das Ideal eines „Rätischen Traums“. Diese Vision spielt auf das antike Volk der Räter an, welches im vorchristlichen Alpenraum ansässig war. Grüning beschreibt Mumelters Konzept als „Utopie eines dem Schweizer Modell folgenden Staatsgebildes in den Zentralalpen, in der die deutsche, ladinische und italienische Bevölkerung in friedlichem und fruchtbarem Kontakt zusammenleben“. Erstmals taucht der ‚Rätische Traum‘ in Mumelters Roman Maderneid (1948) auf. Auch Joseph Maurers teils zweisprachiges Werk und seine Übersetzungen aus dem Italienischen regten einen engeren Kulturkontakt an.

### Ab dem Ende der 1960er-Jahre

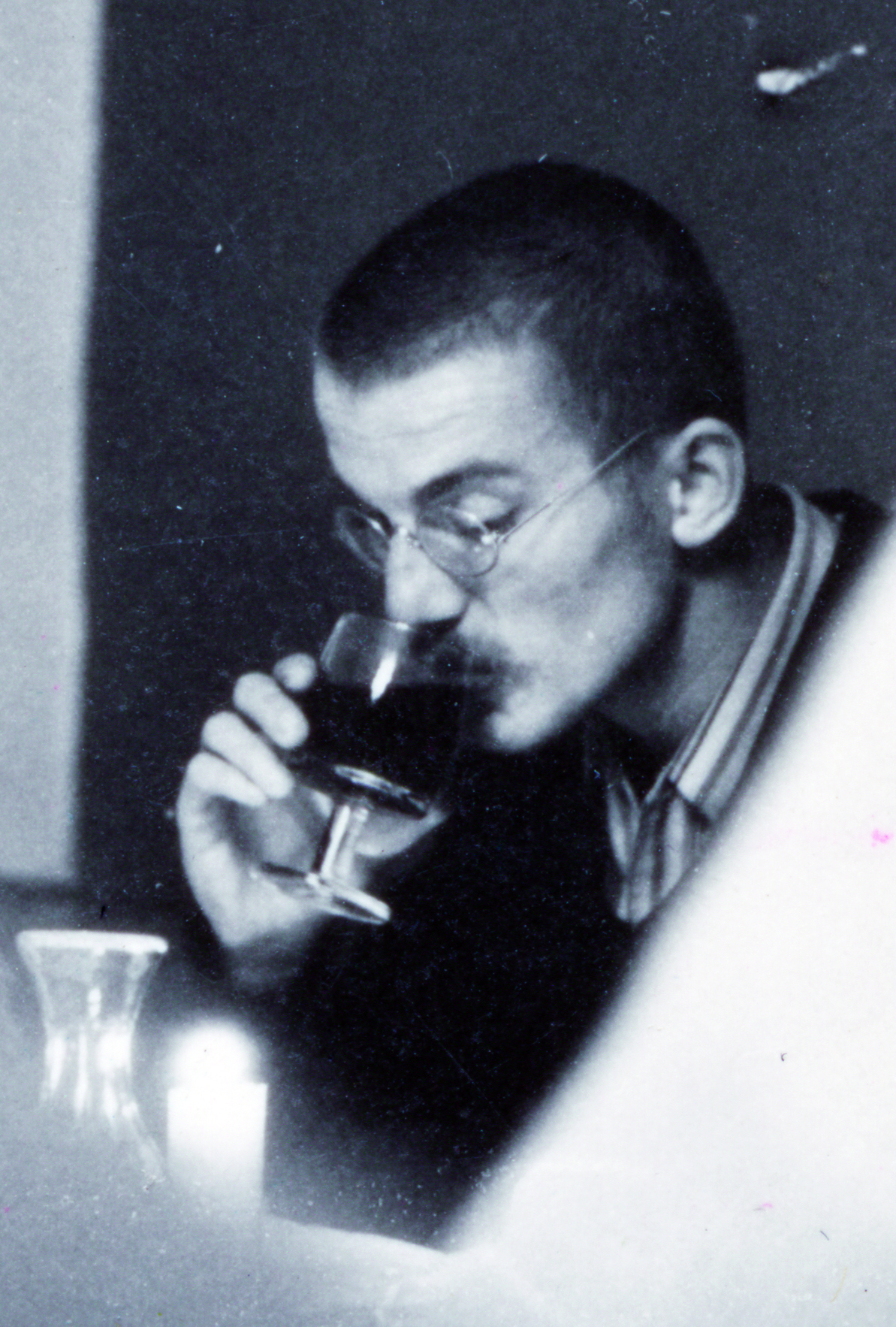
Norbert C. Kaser (1947–1978) gilt als „Symbol- und Schlüsselfigur“ der modernen Literatur Südtirols. Foto: Klaus Gasperi.

Ende der 1960er-Jahre zeichnete sich eine Trendwende in der intellektuellen Szene Südtirols ab. Wohl auch vor dem Hintergrund des Südtirol-Pakets von 1972, das eine eigenständige Entwicklung des Landes ermöglichte, wurden gesellschaftliche Traditionen vermehrt kritisch reflektiert. Nun versuchte man zunehmend, den eigenen Status als plurilinguistisches und plurikulturelles Grenzgebiet zwischen Österreich und Italien in seiner gesellschaftlichen Fruchtbarkeit zu erfassen. Dazu trug auch die überregional orientierte Geschichtsschreibung Claus Gatterers bei, welche die Stellung Südtirols im 20. Jahrhundert neu untersuchte und das etablierte Geschichtsbild in Frage stellte. Gatterers vieldiskutiertes autobiographisches Werk Schöne Welt, böse Leut (1969) behandelt die gesellschaftlichen Verhältnisse in Südtirol im Wandel der Zeit.

Der Brunecker Norbert Conrad Kaser ist für Grüning „Symbol- und Schlüsselfigur der Neuen Südtiroler Literatur“; Ferruccio Delle Cave bezeichnet ihn als „größte[n] Lyriker Südtirols seit 1945“. Sigurd Paul Scheichl nennt „die Neigung zum Umgangssprachlichen, die karge Syntax […] [und] de[n] Verzicht auf Metaphern“ als Merkmale seiner Sprache. Sowohl seine Lyrik als auch seine Prosa bezeugen ein ambivalentes Verhältnis zu seiner Umwelt, das sich oft in bissiger, satirischer Gesellschaftskritik ausdrückt. Besonders deutlich wird dies beispielsweise in seinen kurzen Stadtstichen, in denen er in ironischem Duktus die Städte Südtirols charakterisiert. In seinen Texten, die durchgängig in Kleinschreibung verfasst sind, tauchen öfters auch italienischsprachige Passagen auf. Ein auf den 11. März 1968 datiertes Gedicht drückt diesen Umstand ebenso treffend aus wie Kasers kritische Beschäftigung mit seiner Heimat:
alto adige
alto fragile
reiseland
durchgangsland

niemandsland […]
Auch der Lyriker Gerhard Kofler überlagert in seinen Werken die italienische und die deutsche Sprache bis hin zum Dialekt. Im Rahmen der Studientagung der Südtiroler Hochschülerschaft von 1969 hielt Kaser die sogenannte Brixner Rede, die zum medialen Skandal wurde. Darin wird der Status der zeitgenössischen Literatur in Südtirol thematisiert. Kaser kritisiert die bisherige Südtiroler Literaturtradition, die sich fast ausschließlich auf Heimat und Volkstum konzentriert habe, scharf. Seine Ansichten skandiert er in einem für ihn typischen, zynischen Ton:
99 % unserer Südtiroler Literaten wären am besten nie geboren, meinetwegen können sie noch heute ins heimatliche Gras beißen, um nicht weiteres Unheil anzurichten. In der Einladung zum heurigen ‚literarischen kolloquium‘ heißt es: ‚Südtirols Literatur ist tot‘. Wie aber kann etwas tot sein, das es nie gegeben hat? So spreche ich nun über Dinge, die es nicht gibt.
Kaser bezeichnet Franz Tumler als „Vater“ der neuen Südtiroler Literatur. Tumler behandelt in seinem Nachkriegswerk ein Themenspektrum, das für die spätere Südtiroler Literatur wegweisend werden sollte. Charakteristisch dafür ist das dynamische Verhältnis von Heimat und Fremde, der Konflikt zwischen Individuum und Heimat und die daraus resultierende Sprach- und Identitätslosigkeit. Delle Cave begreift „die kritische Reflexion des Verhältnisses von individueller Identität und kollektiven Identitätsangeboten“ als Charakteristikum dieses neuen literarischen Verständnisses.
Einer der bekanntesten Schriftsteller Südtirols ist der Pusterer Joseph Zoderer. Seine Werke verhandeln Probleme der individuellen Zugehörigkeit, der Heimat im Wandel der Zeit und der sprachlichen Identität. Seine Texte sind teilweise stark autobiographisch gefärbt. Zoderers erfolgreichstes Werk, der Roman Die Walsche (1982), thematisiert die ethnischen Spannungen zwischen Deutschen und Italienern anhand eines gemischten Paares; dabei wird aber auch die fremdenfeindliche Heimatideologie der Südtiroler Gesellschaft kritisiert. Als erstes Werk der deutschsprachigen Südtiroler Literatur erfuhr Die Walsche auch im restlichen Italien eine breitere Rezeption.
Neben der deutschsprachigen Lyrik von Autoren wie Sepp Mall und Konrad Rabensteiner nimmt auch die Mundartdichtung einen hohen Stellenwert in der Südtiroler Literatur ein. Das Schreiben von Lyrik im Dialekt zieht sich durch die gesamte Südtiroler Literaturgeschichte des 20. Jahrhunderts. Autoren wie Norbert Conrad Kaser oder Gerhard Kofler bezogen immer wieder auch das dialektale Sprachregister mit in ihre Texte ein. Joseph Zoderers Gedichtsammlung S Maul auf der Erd oder Dreckknuidelen kliabn (1974) widmet sich ganz dem Südtiroler Dialekt. Zu den profiliertesten Südtiroler Mundartautoren gehören Luis Stefan Stecher mit seinem Gedichtband Korrnrliadr (1978), Maridl Innerhofer und Hans Baur. Während Stecher (Vinschgau), Innerhofer (Burggrafenamt) oder Baur (Pustertal) in einer jeweils stärker abgegrenzten, regional enger gebundenen Sprachvarietät schreiben, benutzen einige andere Autoren wie Hans Fink, Matthias Insam oder Maria Luise Maurer einen allgemeineren Verkehrsdialekt.

### Zeitgenössische Literatur
In der zeitgenössischen Südtiroler Literatur wurde eine Annäherung an Themen und Motive der deutschen und österreichischen Literatur beobachtet, auch wenn „ein forciertes Ausbrechen aus der ‚Provinz‘ nicht immer glaubhaft gelingt“. Oftmals grenzen sich neuere Werke bewusst vom Thema Heimat und der Verhandlung ihres Daseins als Grenzbereich ab. Häufig nimmt stattdessen die Selbstreflexion über das Verhältnis von Individuum und Identität eine zentrale Rolle ein.
Zu den bekanntesten zeitgenössischen Autoren in Südtirol zählen neben Joseph Zoderer und Luis Stefan Stecher auch Schriftsteller wie Sepp Mall, Josef Oberhollenzer oder Sabine Gruber. Holzner zufolge war Anita Pichler bis zu ihrem Tod im Jahre 1997 die international bekannteste Autorin aus Südtirol. Grüning hebt Armin Gatterer als „vielleicht vielseitigste[n] Prosaschriftsteller der jungen Generation“ hervor. Erwähnenswert sind außerdem Maria Elisabeth Brunner sowie die Erzählungen und Romane Kurt Lanthalers.
Zu den zeitgenössischen Dramatikern gehören Josef Feichtinger, Luis Zagler und Toni Bernhart.
2024 wurde dem Südtiroler Autor Oswald Egger der Georg-Büchner-Preis zuerkannt.

## Italienischsprachige Literatur in Südtirol
Hans-Georg Grüning beschreibt die politische Lösung des Südtirol-Problems in den 60er- und 70er-Jahren als Umschwung, der die Italiener in Südtirol von der ‚kulturbestimmenden‘ Schicht in eine Minderheitenrolle zurückdrängte. Was für die deutsch- und ladinischsprachige Bevölkerung ein großes Potential bedeutete, war für die italienischsprachigen Südtiroler mit einem drohenden Identitätsverlust verbunden. Grüning zufolge bestehe erst seit der Mitte der 1960er-Jahre eine italienische Literatur in Südtirol.
Thematisch beschäftigten sich viele Autoren analog zur deutschsprachigen Südtiroler Literatur vor allem mit dem Problem der Herkunft und der Heimat ebenso wie mit der Kontrastwirkung zwischen italienischen und deutschen Einwohnern Südtirols. Norbert Conrad Kaser nennt in der Brixner Rede Gianni Biancos Roman Una casa sull’argine (1965) als Beweis dafür, dass in Südtirol auch eine italienische Literatur existiert. In Biancos Werk wird ähnlich wie bei den deutschsprachigen Autoren der 1960er-Jahre häufig das Zusammenleben der Sprachgruppen thematisiert. Weitere italienischsprachige Autoren dieser Zeit sind beispielsweise Franco Maria Maggi und Cesare Guglielmo.
In jüngerer Zeit ist auch bei italienischsprachigen Schriftstellern vielfach ein verstärktes Interesse an der literarischen Auseinandersetzung mit der Geschichte Südtirols zu beobachten. Beispiele dafür sind Eva dorme (2010) der Römerin Francesca Melandri, die jahrelang in Bruneck lebte, oder Lilli Grubers Eredità (2012) und Tempesta (2014). Als Vertreter der zeitgenössischen italienischen Literatur aus Südtirol sind außerdem Paolo Bill Valente, Luca D’Andrea und Alessandro Banda zu nennen.

## Ladinischsprachige Literatur in Südtirol
Die Beschäftigung mit Sprache und Literatur hat in den ladinischsprachigen Gebieten Südtirols eine lange Tradition. Als ältestes Denkmal von literarischer Qualität in Ladinien gelten die „Dolomitensagen“, die von Karl Felix Wolff (1879–1966) aufgezeichnet wurden. Dieser publizierte sie allerdings in spätromantischer Umformung auf Deutsch. Aus dem 18. Jahrhundert sind erste ladinische Erzählungen und Gedichte überliefert. Als bedeutendster romantischer Dichter in ladinischer Sprache gilt der Enneberger Angelo Trebo, welcher die traditionelle Volksdichtung auf eine höhere künstlerische Ebene zu heben versuchte. Der Lyriker Max Tosi nutzte die ladinische Sprache erstmals abseits von folkloristischen Themen, für die etwa die Werke von Adele Moroder als beispielhaft genannt werden können. Die bekanntesten ladinischsprachigen Autoren der neueren Zeit sind Rut Bernardi, Iaco Rigo und Roberta Dapunt.